# Episodi de L'ispettore Barnaby (ventiduesima stagione)
La ventiduesima stagione del telefilm L'ispettore Barnaby è trasmessa dal 4 aprile 2021 su ITV. 
In Italia, la stagione è andata in onda dall'8 novembre al 13 dicembre 2021 su Giallo.
| nº | Titolo originale                 | Titolo italiano                   | Prima TV UK    | Prima TV Italia  |
| -- | -------------------------------- | --------------------------------- | -------------- | ---------------- |
| 1  | The Wolf Hunter of Little Worthy | La leggenda del cacciatore lupo   | 4 aprile 2021  | 8 novembre 2021  |
| 2  | The Stitcher Society             | Lo Stitcher Society               | 11 aprile 2021 | 15 novembre 2021 |
| 3  | Happy Families                   | Giochi di società                 | 3 ottobre 2021 | 22 novembre 2021 |
| 4  | The Scarecrow Murders            | Gli omicidi dello spaventapasseri | 29 maggio 2022 | 29 novembre 2021 |
| 5  | For Death Prepare                | Tragica operetta                  | 28 maggio 2023 | 6 dicembre 2021  |
| 6  | The Witches of Angel’s Rise      | Le vite passate                   | 27 agosto 2023 | 13 dicembre 2021 |